# Kairói regionális labdarúgó-bajnokság
A kairói regionális labdarúgó-bajnokság 1938-ban indult és küzdelmei párhuzamosan folytatódtak az alexandriai, a baharii és kanali regionális labdarúgó-bajnoksággal. A regionális labdarúgó-bajnokságok küzdelmei az egységes egyiptomi labdarúgó-bajnokság létrehozása után néhány évvel, 1953-ban szűntek meg. A kairói bajnokságban a következő öt klub vett részt: az ez-Zamálek, az al-Ahli, Al-Sekka, a Police és a Görög klub.

## Eredmények
Az ez-Zamálek 10, az al-Ahli pedig 5 alkalommal szerezte meg a bajnoki címet.
| Szezon  | Bajnok     |
| ------- | ---------- |
| 1938–39 | al-Ahli    |
| 1939–40 | ez-Zamálek |
| 1940–41 | ez-Zamálek |
| 1941–42 | al-Ahli    |
| 1942–43 | al-Ahli    |
| 1943–44 | ez-Zamálek |
| 1944–45 | ez-Zamálek |
| 1945–46 | ez-Zamálek |
| 1946–47 | ez-Zamálek |
| 1947–48 | al-Ahli    |
| 1948–49 | ez-Zamálek |
| 1949–50 | al-Ahli    |
| 1950–51 | ez-Zamálek |
| 1951–52 | ez-Zamálek |
| 1952–53 | ez-Zamálek |